# Bataille d'Olómpali
Guerre américano-mexicaine
Batailles
La bataille d'Olómpali a lieu le 24 juin 1846 entre un groupe rebelle soutenant une République californienne indépendante et une force de l'armée mexicaine sous le commandement de Joaquín de la Torre. C'est la seule bataille de la révolte du drapeau à l'ours. La rencontre a lieu dans l'actuel comté de Marin, en Californie, sur un site qui fait désormais partie du parc historique d'État d'Olómpali.

## Contexte
L'escarmouche commence lorsqu'un détachement des forces de l'armée de Haute-Californie du général José Castro du Presidio de Monterey, sous le commandement de Joaquín de la Torre, se dirige vers le nord en réaction à la déclaration d'indépendance de la République de Californie à Sonoma dix jours plus tôt. Près d'Olómpali (au nord de l'actuelle Novato), ils rencontrent un groupe de miliciens qui est parti de Sonoma dans l'espoir de sauver deux rebelles qui ont été capturés et, comme ils l'ont appris la veille, tués. 

## Bataille
Au cours de la révolte du drapeau à l'ours, le 24 juin 1846, la bataille d'Olómpali a eu lieu lorsqu'une violente escarmouche éclate entre un groupe de révoltés américains de Sonoma, dirigé par Henry Ford,> et une force de l'armée mexicaine de 50 hommes de Monterey, sous le commandement de Joaquin de la Torre. Les forces opposées se rencontrent au Rancho Olómpali (en), qui avait été attribué au chef des Coast Miwok Camilo Ynitia (en) en 1843.
Vers le 16 juin, William Todd est envoyé de Sonoma à Bodega Bay avec un compagnon anonyme pour obtenir de la poudre à canon auprès des colons américains de cette région. Le 18 juin, les Bears Thomas Cowie et George Fowler vont à Rancho Sotoyome (près de l'actuelle Healdsburg, en Californie ) pour récupérer une cache de poudre à canon auprès de Moses Carson, frère de l'éclaireur de Frémont, Kit Carson. 
Le 20 juin, lorsque les équipes d'approvisionnement ne reviennent pas comme prévu, le lieutenant Ford envoie le sergent Gibson avec quatre hommes à Rancho Sotoyome. Gibson obtient la poudre et, sur le chemin du retour, combat plusieurs Californios et en capture un. Ils apprennent du prisonnier la mort de Cowie et de Fowler. Il existe des versions californio et oso de ce qui s'est passé. Ford apprend également que William Todd et son compagnon ont été capturés par les irréguliers californios dirigés par Juan Padilla et José Ramón Carrillo. 
Ford se dirige ensuite vers Santa Rosa avec dix-sept à dix-neuf Bears. Ne trouvant pas Padilla, ils se dirigent vers l'une de ses maisons près de Two Rock . Le lendemain matin, les Bears capturent trois ou quatre hommes près du Rancho Laguna de San Antonio (en) et trouvent également un corral de chevaux près du rancho indien d'Olómpali (en), près de l'embouchure de la rivière Petaluma, qu'ils supposent appartenir au groupe de Padilla. Ford s'approche de l'adobe, mais d'autres hommes apparaissent et, de manière inattendue, d'autres sortent « en masse de l'adobe ». Des miliciens venus du sud de la baie, dirigés par le capitaine mexicain Joaquin de la Torre, se sont joints aux irréguliers de Padilla et sont désormais au nombre d'environ soixante-dix. Les hommes de Ford se positionnent dans un bosquet d'arbres et ouvrent le feu lorsque l'ennemi charge à cheval, tuant l'un d'eux et en blessant un autre. Au cours de la bataille à longue distance qui s'ensuit, William Todd et son compagnon s'échappent de la maison où ils sont détenus et courent vers les Bears. La milice de Haute-California se retire des combats à longue distance après avoir subi quelques blessés et retourne à San Rafael. Un milicien de Haute-Californie rapporte que leurs mousquets ne pouvaient pas tirer aussi loin que les fusils utilisés par certains Bears. Il s'agit de la seule bataille livrée pendant la révolte du drapeau à l'ours,.  

## Parc d'État de Californie
Le Rancho Olómpali (en) a été acheté par le gouvernement de Californie en 1977. Le site de la bataille fait maintenant partie du Parc historique d'État d'Olómpali (en), un parc d'État de Californie de 2.8 km2 situé dans le comté de Marin, Californie.